# Shizixiang (ort i Kina, Ningxia Huizu Zizhiqu, lat 35,74, long 106,00)
Shizixiang (kinesiska: 什字乡) är en ort i Kina. Den ligger i den autonoma regionen Ningxia, i den nordvästra delen av landet, omkring 300 kilometer söder om regionhuvudstaden Yinchuan. Antalet invånare är 16 727. Befolkningen består av 8 427 kvinnor och 8 300 män. Barn under 15 år utgör 35 %, vuxna 15-64 år 58 %, och äldre över 65 år 6,0 %.
Runt Shizixiang är det ganska tätbefolkat, med 222 invånare per kvadratkilometer. Närmaste större samhälle är Longde Chengguanzhen, 17,5 km sydost om Shizixiang. Trakten runt Shizixiang består i huvudsak av gräsmarker.
Genomsnittlig årsnederbörd är 684 millimeter. Den regnigaste månaden är september, med i genomsnitt 148 mm nederbörd, och den torraste är december, med 1 mm nederbörd.